# Dudenroth
Das Dorf Dudenroth liegt inmitten der Mittelgebirgslandschaft des Hunsrück in der Verbandsgemeinde Kastellaun im Rhein-Hunsrück-Kreis, Rheinland-Pfalz.

## Geographie
Der Ort Dudenroth liegt in einer Mulde im zentralen Hunsrück, direkt am Schinderhannes-Radweg.

## Geschichte
Die Orte Dudenroth und Braunshorn gehörten im Mittelalter zum Herrschaftsgebiet der Freiherren von Braunshorn. In beiden Orten befinden sich Reste von mittelalterlichen Burgen, sogenannte Motten.
Unter der preußischen Verwaltung kam Dudenroth zusammen mit Braunshorn 1816 zur Bürgermeisterei Pfalzfeld im Kreis Sankt Goar und zum Regierungsbezirk Koblenz in der Provinz Großherzogtum Niederrhein (ab 1822 Rheinprovinz). Nach dem Ersten Weltkrieg zeitweise französisch besetzt, ist der Ort seit 1946 Teil des damals neu gebildeten Landes Rheinland-Pfalz.
Dudenroth war bis 1974 eine eigenständige Gemeinde. Seit dem 17. März 1974 gehört der Ort zur Ortsgemeinde Braunshorn.

## Politik

### Ortsvorsteher
Ortsvorsteher des Ortsbezirks Dudenroth ist Frank Blatt.

## Sehenswürdigkeiten
Im Südwesten von Dudenroth, am Schinderhannes-Radweg, befinden sich die Reste einer mittelalterlichen Turmhügelburg (Motte), der Dudenrother Schanze.